# Рівнокутні прямі
Рівнокутні прямі — сімейство прямих у евклідовому просторі таке, що кут між будь-якими його двома прямими однаковий.
Обчислення найбільшого числа рівнокутних прямих у n-вимірному евклідовом просторі є складною задачею і в загальному випадку нерозв'язаною, хоча межі відомі. Найбільше число рівнокутних прямих у двовимірному просторі дорівнює 3: можна провести прямі через протилежні вершини правильного шестикутника, тоді кожна пряма перетинатиме дві інші під кутом 120 градусів. Найбільше число в тривимірному просторі дорівнює 6: можна провести прямі через протилежні вершини ікосаедра. Відомо, що найбільше число в будь-якому числі вимірів {\displaystyle n} менше або дорівнює {\textstyle {\binom {n+1}{2}}}. Ця верхня межа є точною до сталого множника в побудові де Кана.
Найбільше число в розмірностях від 1 до 18 перелічено в Енциклопедії послідовностей цілих чисел:
1, 3, 6, 6, 10, 16, 28, 28, 28, 28, 28, 28, 28, 28, 36, 40, 48, 48, …
Зокрема, найбільша кількість рівнокутних прямих у просторі розмірності 7 дорівнює 28. Можна отримати ці прямі в такий спосіб: береться вектор (-3, -3, 1, 1, 1, 1, 1, 1) у {\displaystyle \mathbb {R} ^{8}} та утворює всі 28 векторів переставлянням елементів вектора. Скалярний добуток будь-яких двох із цих векторів дорівнює 8, якщо існують два значення 3, розташовані в однаковій позиції, і -8 в інших випадках. Отже, прямі, на яких лежать ці вектори, рівнокутові. Однак усі 28 векторів ортогональні вектору (1, 1, 1, 1, 1, 1, 1, 1) {\displaystyle \mathbb {R} ^{8}}, так що всі вони лежать у 7-вимірному підпросторі. Фактично, ці 28 векторів (і від'ємні до них вектори), з точністю до поворотів, є 56 вершинами 321 многогранника. Іншими словами, вони є ваговими векторами 56-вимірного подання групи Лі E7.
Рівнокутні прямі еквівалентні два-графам. Нехай задано множину рівнокутних прямих і c дорівнює косинусу спільного кута. Ми вважаємо, що кут не дорівнює 90°, оскільки цей випадок тривіальний (не цікавий, оскільки прямі є просто координатними осями). Тоді c не дорівнює нулю. Ми можемо перенести прямі, щоб вони проходили через початок координат. Виберемо по одному одиничному вектору на кожній прямій. Утворимо матрицю M скалярних добуткі. Ця матриця має 1 на діагоналі та ± c на інших місцях, а також вона симетрична. Якщо відняти одиничну матрицю E і поділити на c, отримаємо симетричну матрицю з нульовою діагоналлю і ± 1 поза діагоналлю. А це матриця суміжності Зайделя два-графа. І навпаки, будь-який два-граф можна подати у вигляді множини рівнокутних прямих.